# Partula nodosa
Partula nodosa es una especie de molusco gasterópodo de la familia Partulidae en el orden de los Stylommatophora.

## Distribución geográfica
Fue endémica de la  Polinesia Francesa.